# Karlová
Karlová es un municipio situado en el distrito de Martin, en la región de Žilina, Eslovaquia. Tiene con una población estimada, en agosto de 2023, de 105 habitantes.
Está ubicado al oeste de la región, cerca del curso alto del río Váh (cuenca hidrográfica del Danubio).

## Demografía
| Año        | 1994 | 2004    | 2014    | 2024    |
| ---------- | ---- | ------- | ------- | ------- |
| Población  | 117  | 114     | 106     | 112     |
| Diferencia |      | −2,56 % | −7,01 % | +5,66 % |

| Año        | 2023 | 2024    |
| ---------- | ---- | ------- |
| Población  | 110  | 112     |
| Diferencia |      | +1,81 % |